# Теорема Левицького
Теорема Левицького у теорії кілець описує властивості ніль-ідеалів нетерових кілець. 
Теорему вперше довів Яків Левицький, згодом нове доведення (яке подано нижче) знайшов Юдзо Утумі.
Теорема стверджує, що у нетеровому справа кільці R односторонній ніль-ідеал A є нільпотентним ідеалом.

## Доведення
Оскільки кільце R є нетеровим справа, то R містить максимальний (двосторонній) нільпотентний ідеал N. Достатньо довести, що {\displaystyle A\subset N.} Припустимо, що це не так. Розглядаючи фактор-кільце R/N отримаємо тоді нетерове справа кільце, що не має ненульових (двосторонніх) нільпотентних ідеалів але містить односторонній ненульовий ніль-ідеал. Для доведення теореми достатньо показати, що це неможливо. Без втрати загальності можна вважати, що кільце R і ніль-ідеал A задовольняють вказані умови.
Якщо {\displaystyle 0\neq a\in A,} то U = Ra є ненульовим лівим ніль-ідеалоом в R. Цей ідеал є ненульовим оскільки в іншому випадку двосторонній ідеал I породжений a (тобто, у цьому випадку, ідеал I = aR + Za) буде ненульовим (містить a) нільпотентним ідеалом (I2 = 0). Якщо A — лівий ідеал, то {\displaystyle U\subseteq A} і з того, що A є лівим ніль-ідеалом, випливає ця ж властивість і для U. Якщо A — правий ідеал, то для будь-якого елемента {\displaystyle u=xa\in U} маємо  {\displaystyle u^{n}=x(ax)^{n-1}a.} Оскільки {\displaystyle ax\in A,} то для досить великого n звідси випливає, що {\displaystyle u^{n}=0.}
Для будь-якого {\displaystyle u\in U} позначимо {\displaystyle r(u)=\{x\in R|ux=0\}.} Тоді r(u) є ненульовим правим ідеалом в R. З того, що R є нетеровим справа випливає існування елемента {\displaystyle u_{0}\neq 0,} для якого правий ідеал {\displaystyle r(u_{0})} буде максимальним серед ідеалів такого виду. Для будь-якого {\displaystyle x\in R} виконується включення {\displaystyle r(xu_{0})\supseteq r(u_{0}).} Отже, якщо {\displaystyle xu_{0}\neq 0,} то, з огляду на те, що {\displaystyle xu_{0}\in U,} із максимальності {\displaystyle r(xu_{0}),} випливає рівність {\displaystyle r(xu_{0})=r(u_{0}).}
Нехай {\displaystyle y\in R,\ yu_{0}\neq 0.} Тоді існує таке k > 1, що {\displaystyle (yu_{0})^{k}=0,\ (yu_{0})^{k-1}\neq 0.} Оскільки елемент {\displaystyle (yu_{0})^{k-1}} можна записати у виді {\displaystyle xu_{0}}, то {\displaystyle r((yu_{0})^{k-1})=r(u_{0}).} Але {\displaystyle yu_{0}} належить {\displaystyle r((yu_{0})^{k-1}),} отже, {\displaystyle yu_{0}\in r(u_{0}),} тобто {\displaystyle u_{0}yu_{0}=0.} Остання рівність виконується також і у випадку {\displaystyle yu_{0}=0,} тобто загалом для всіх {\displaystyle y\in R.} Звідси випливає, що {\displaystyle Ru_{0}R} є нільпотентним ідеалом кільця R. Оскільки R — кільце без ненульових нільпотентних ідеалів, то звідси зокрема {\displaystyle u_{0}R=(0).} Але тоді множина {\displaystyle \{t\in R|tR=(0)\}} є ненульовим нільпотентним ідеалом (що містить {\displaystyle u_{0}}). Ці протиріччя завершують доведення теореми.